# Hianzenverein
Der Hianzenverein oder auch die Burgenländisch-Hianzische Gesellschaft ist eine Organisation, die sich dem Erhalt und der Förderung der burgenländischen Mundart des „Hianzischen“ verschrieben hat.  Der hianzische UI-Dialekt, der noch in vielen Teilen des Burgenlandes gesprochen wird, sollte erforscht, dokumentiert und im Bewusstsein der Bevölkerung fest verankert werden.  Weitere Ziele sind, neben der Stärkung des Bewusstseins für die Mundart, die Erforschung regionaler und lokaler Dialektformen und die Publikation geeigneter Mundartwerke. Der Verein wurde 1996 anlässlich der 75-jährigen Zugehörigkeit des Burgenlandes zu Österreich im südburgenländischen Oberschützen gegründet.
Mit mehr als 1100 Mitgliedern zählt der Hianzenverein zu den größten Kulturvereinen des Burgenlandes.

## Haus der Volkskultur

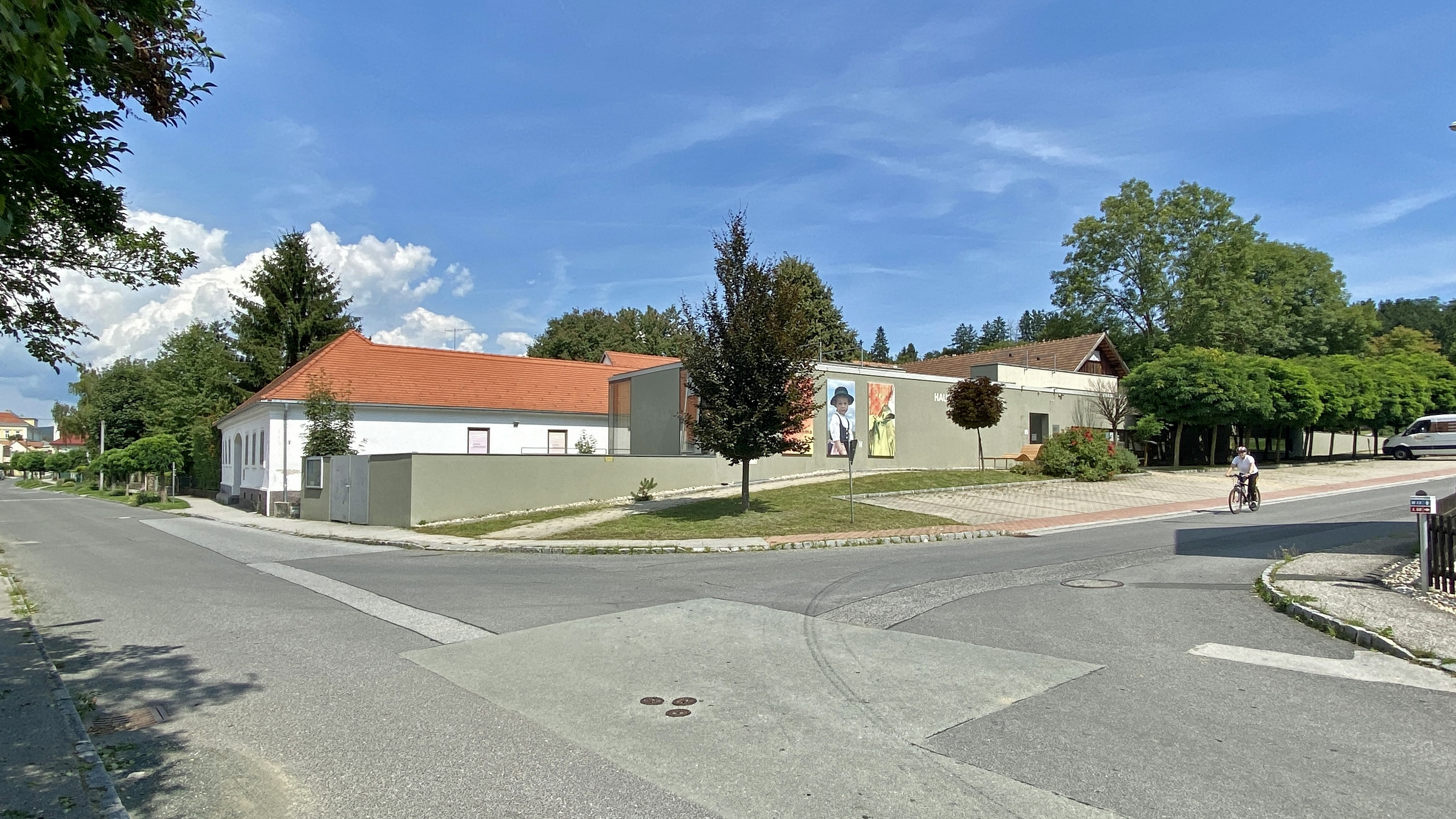
Haus der Volkskultur in Oberschützen

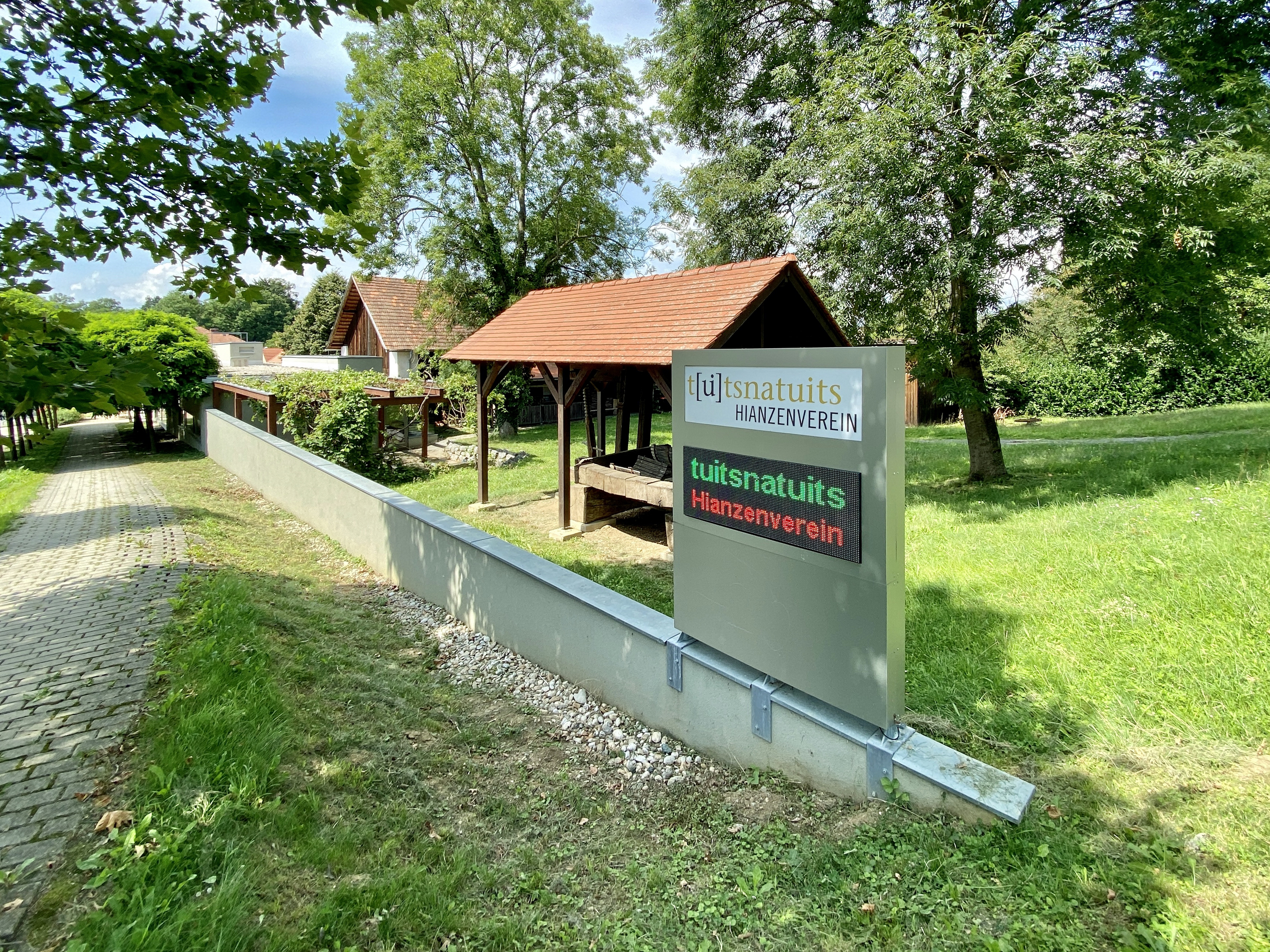
Tafel zum Hianzenverein vor dem Haus der Volkskultur

Das im Jahre 2003 eröffnete Haus der Volkskultur ist der Sitz des Hianzenvereines in Oberschützen. Mit Unterstützung durch die burgenländische Landesregierung konnte das Heimathaus mit der volkskundlichen Sammlung Simon und der Dokumentation zu Pfarrer Gottlieb August Wimmer im renovierten Arkadenhaus durch ein modernes Institutsgebäude erweitert werden. Dafür wurde der Verein 2004 mit dem von der Zentralvereinigung der Architektinnen und Architekten Österreichs verliehenen Bauherrenpreis ausgezeichnet.
Neben dem Hianzenverein beherbergt das Haus der Volkskultur auch das Burgenländische Volksliedwerk und den Museumsverein Oberschützen.

## Hianzenkalender
Eines der Sprachrohre des Hianzenvereins ist der seit 1998 jährlich im November erscheinende Hianzenkalender, welcher seit 2015 unter dem Namen "Hianznbiachl" erscheint. In diesem gibt es unter anderem Artikel aus verschiedenen Themenbereichen wie etwa "Sprache und Dialekt", "Brauchtum" oder "traditionelles Handwerk"  nachzulesen. Weiters sind Mundarttexte verschiedener Autoren abgedruckt. Der Hianzenkalender soll im Stile der alten Bauernkalender ein Wegbegleiter durch das ganze Jahr hindurch sein.